# Sirajuddin
Sirajuddin né le 17 mai 1943 est raja de l'État du Perlis en Malaisie depuis 2000. Il est le 12e roi de Malaisie ou Yang di-Pertuan Agong, du 13 décembre 2001 au 12 décembre 2006.